# Pseudoscaphirhynchus kaufmanni
Pseudoscaphirhynchus kaufmanni е вид лъчеперка от семейство Есетрови (Acipenseridae). Видът е критично застрашен от изчезване.

## Разпространение
Разпространен е в Афганистан, Таджикистан, Туркменистан и Узбекистан.